# Bjäsbäcktjärnen
Bjäsbäcktjärnen är en sjö i Strömsunds kommun i Ångermanland och ingår i Ångermanälvens huvudavrinningsområde.